# Campeonato da Europa de Atletismo de 2010 - 50 km marcha atlética masculina
A prova da marcha atlética 50 km  masculina do Campeonato da Europa de Atletismo de 2010 foi disputada no dia 30 de julho de 2010 pelas ruas de  Barcelona, na Espanha. 

## Recordes
Antes desta competição, os recordes mundiais e do campeonato nesta prova eram os seguintes:
|                       | Nome                | Nacionalidade | Tempo    | Local      | Data                |
| --------------------- | ------------------- | ------------- | -------- | ---------- | ------------------- |
| Recorde mundial       | Denis Nizhegorodov  | Rússia        | 3h34m14s | Cheboksary | 11 de maio de 2008  |
| Recorde do campeonato | Robert Korzeniowski | Polónia       | 3h36m39s | Munique    | 8 de agosto de 2002 |
| Recorde europeu       | Denis Nizhegorodov  | Rússia        | 3h34m14s | Cheboksary | 11 de maio de 2008  |

## Medalhistas
| Ouro               | Prata                | Bronze               |
| Yohann Diniz (FRA) | Grzegorz Sudoł (POL) | Sergey Bakulin (RUS) |

## Cronograma
Todos os horários são locais (UTC+2).
| Data        | Hora | Evento |
| ----------- | ---- | ------ |
| 30 de julho | 7:35 | Final  |

## Resultados
| Posição           | Atleta             | Nacionalidade | Tempo     | Notas                |
| ----------------- | ------------------ | ------------- | --------- | -------------------- |
| Medalha de ouro   | Yohann Diniz       | França        | 3h 40'37" |                      |
| Medalha de prata  | Grzegorz Sudol     | Polónia       | 3h 42'24" |                      |
| Medalha de bronze | Sergey Bakulin     | Rússia        | 3h 43'26" | Recorde da temporada |
| 4                 | Robert Heffernan   | Irlanda       | 3h 45'30" | Recorde nacional     |
| 5                 | Jesús Ángel García | Espanha       | 3h 47'56" | Recorde da temporada |
| 6                 | Marco De Luca      | Itália        | 3h 48'36" | Recorde da temporada |
| 7                 | André Höhne        | Alemanha      | 3h 49'29" |                      |
| 8                 | Lukasz Nowak       | Polónia       | 3h 51'31" |                      |
| 9                 | Tadas Šuškevičius  | Lituânia      | 3h 52'31" | Recorde pessoal      |
| 10                | Yuriy Andronov     | Rússia        | 3h 54'22" | Recorde da temporada |
| 11                | Colin Griffin      | Irlanda       | 3h 57'58" | Recorde da temporada |
| 12                | Andreas Gustafsson | Suécia        | 3h 58'02" |                      |
| 13                | Dušan Majdán       | Eslováquia    | 4h 00'51" | Recorde pessoal      |
| 14                | Augusto Cardoso    | Portugal      | 4h 03'40" |                      |
| 15                | Predrag Filipović  | Sérvia        | 4h 06'29" |                      |
| –                 | Donatas Škarnulis  | Lituânia      |           | DSQ                  |
| –                 | Trond Nymark       | Noruega       |           | DNF                  |
| –                 | Andriy Kovenko     | Ucrânia       |           | DNF                  |
| –                 | Alex Schwazer      | Itália        |           | DNF                  |
| –                 | Serhiy Budza       | Ucrânia       |           | DNF                  |
| –                 | Artur Brzozowski   | Polónia       |           | DNF                  |
| –                 | Christopher Linke  | Alemanha      |           | DNF                  |
| –                 | António Pereira    | Portugal      |           | DNF                  |
| –                 | Jarkko Kinnunen    | Finlândia     |           | DNF                  |
| –                 | Miloš Bátovský     | Eslováquia    |           | DNF                  |
| –                 | Mikel Odriozola    | Espanha       |           | DNF                  |
| —                 | Sergey Kirdyapkin  | Rússia        |           | DNF Doping           |

Legenda
| Recorde mundial       | Recorde mundial (World record)               |                       | Recorde africano                      | Recorde africano (African) |                                           | Q | Classificado por posição (Qualified) |
| Recorde do campeonato | Recorde do campeonato (Championship record)  | Recorde da América    | Recorde da América (Americas)         | q                          | Classificado por melhor tempo (Qualified) |   |                                      |
| Melhor marca do ano   | Melhor marca do ano (World leading)          | Recorde asiático      | Recorde asiático (Asian)              | DNS                        | Não largou (Did not start)                |   |                                      |
| Recorde nacional      | Recorde nacional (National record)           | Recorde europeu       | Recorde europeu (European)            | DNF                        | Não terminou (Did not finish)             |   |                                      |
| Recorde pessoal       | Recorde pessoal do atleta (Personal best)    | Recorde da Oceania    | Recorde da Oceania (Oceania)          | DSQ / DQ                   | Desclassificado (Disqualified)            |   |                                      |
| Recorde da temporada  | Recorde da temporada do atleta (Season best) | Recorde sul-americano | Recorde sul-americano (South America) | NM                         | Sem marca (No mark)                       |   |                                      |